# Meisho
Keizerin Meisho (明正天皇, Meishō-tennō, 9 januari 1624 – 4 december 1696) was de 109e keizer van Japan, volgens de traditionele opvolgvolgorde Ze was de zevende vrouw die deze positie verkreeg. Ze regeerde van 22 december 1629 tot 14 november 1643. Dit tijdperk draagt de naam Kan'ei.

## Genealogie
Meisho’s naam was een samentrekking van de namen van twee vorige keizerinnen van Japan: Gemmei (707–715) en Gensho (715–724). Haar persoonlijke naam was Okiko (興子). Haar titel voor ze keizerin werd was Onna-Kazu-no-miya (女和宮).
Meisho was de tweede dochter van keizer Go-Mizunoo. Haar moeder was Tokugawa Masako, dochter van de shogun Tokugawa Hidetada. Ze kreeg zelf geen kinderen.

## Leven
Meisho volgde haar vader op toen die aftrad naar aanleiding van het “paarse kleding-incident”. Ze werd daarmee de eerste vrouw die de Japanse troon erfde sinds keizerin Shotoku.
In 1632 stierf Meisho’s grootvader, shogun Tokugawa Hidetada. In 1633 werd Odawara getroffen door een aardbeving.
In 1637 vond een grote christelijke opstand plaats in Arima en Shimbara. De opstand werd door het shogunaat neergeslagen. 37.000 rebellen werden gedood en het christendom werd verboden in Japan.
Na 15 jaar trad Meisho af ten gunste van haar broer. Volgens geruchten zou gedurende Meisho’s regeerperiode haar vader in werkelijkheid van achter de schermen voor haar geregeerd hebben.
* Regent Jingu staat niet op de traditionele lijst.